# Teatro na escola
Teatro na escola tem uma importância fundamental na educação, podendo colaborar para que a criança tenha oportunidade de atuar efetivamente no mundo, opinando, criticando e sugerindo e, também permite ajudar o aluno a desenvolver alguns aspectos: criatividade, coordenação, memorização, e vocabulário.
A escola que insere o teatro em suas atividades faz com que seus alunos construam um crescimento cultural que vai além da sala de aula, por meio do discurso espontâneo da linguagem teatral, motivando e despertando uma aprendizagem prazerosa, construindo o desejo de se aprender. O teatro, quando devidamente estruturado e acompanhado, ajuda o professor a perceber traços da personalidade do aluno, do seu comportamento individual e em grupo, traços do seu desenvolvimento, permitindo um melhor direcionamento para a aplicação do seu trabalho pedagógico.
No entanto é de enorme importância que o professor de teatro tenha formação não só pedagógica mas também artística, pois um mau direcionamento poderá levar a problemas futuros irreversíveis no desenvolvimento da criança. Para que o docente apresente aos educandos um conhecimento real e reflexivo, é essencial que seja levado em conta todo o contexto sócio cultural e econômico, partindo das experiências do mesmo.
O teatro direcionado às crianças deve estar obrigatoriamente relacionado com diversas áreas como a psicologia e a música, e não somente relacionado à disciplina de artes.  É importante ainda utilizar o teatro por meio de recursos pedagógicos, pois apenas apresentá-lo de qualquer forma às crianças, sem que ocorra o planejamento, podem tornar ineficazes  os resultados finais, fazendo com que a criança não atinja o que se pretende desenvolver.
O teatro na escola pode colaborar para que as crianças possam se relacionar melhor com os colegas e o meio onde vive; construam seu conhecimento brincando e descobrindo seus espaços, se tornem mais participativos e responsáveis nas atividades em sala, projetos, e dinâmicas; formando indivíduos críticos e atuantes de sua própria realidade, opinando e sugerindo, formando cidadãos que valorizem as experiências e sabem lidar com as diferenças sociais do seu bairro. Os professores, familiares e a comunidade, devem conhecer a importância do teatro na formação dos alunos, a fim de contribuírem participando junto com os mesmos.
Existem várias formas de teatro, porém os mais conhecidos são: onde o próprio homem atua, utilizando tanto máscaras ou fantoches, como também a sua imagem.

## O teatro infantil
As modalidades de teatro aplicadas na escola focam uma proposta de ensino diferente da forma tradicional.
O teatro infantil é uma apresentação cênica feita para crianças onde os atores utilizam muita criatividade, imaginação, fantasia e emoção. Os temas mais utilizados são os contos de fadas e fábulas. Por que é isso que alegra mais as crianças. Isso dá muita imaginação e criatividades para os pequeninos.
Outro temas abordados no teatro infantil, principalmente no teatro destinado às escolas, são os temas transversais.
É importante acrescentar, que na atualidade, a expressão artística intitulada Teatro Infantil, vem sendo cada vez  mais pesquisada, pois se pressupõe que este seguimento da arte, pode exercer uma admirável colaboração na constituição do sujeito. O próprio termo Teatro Infantil, vem sendo interpelado, e argumenta-se que a expressão infantil,  tem conceito depreciativo e diminutivo, e que a mesma deveria ser alterado por "teatro para crianças" , e que teatro infantil seja aquele que é efetuado pela própria criança. 

## A pantomima
A pantomima pode ser considerada um jogo teatral que é realizado por cenas de ação dramática que se caracterizam por explicação da ação através do gesto.
Podemos exemplificar essa afirmação através dos seguintes exemplos:
- A primeira atividade proposta foi a de arrumar uma casa: os elementos foram entrando e ordenando os cantos de cada. No final, cada elemento estava a fazer alguma coisa - ou lendo um livro, ou cozinhando, ou escutando música. Ou seja, o manipular simplesmente os diversos objetos estimulou as crianças a utilizá-los de imediato.
- A atividade do segundo jogo era colocar água num copo e bebê-la. Mas, assim que subiram mais jogadores ao palco iniciou-se a disputa pela mesma. Ou seja, os alunos viram-se obrigados a solucionar a questão entre eles, recorrendo aos seus ensinamentos de cidadania.
- No terceiro jogo, a atividade era tocar um instrumento, e os jogadores subiam ao palco tocando cada um seu instrumento, até que um dos participantes regeu a orquestra, que passou a existir em função do estabelecimento de uma ordem mais ampla, fixando uma relação lógica da cena. Algo mais próximo ao jogo da ir do conjunto das ações é um bom roteiro.]] foi atingido quando um dos jogadores subiu ao palco e propôs atividades de "tecer". Mas ainda que o grupo elaborou um cenografia, configurando um oficina de tecelagem, na qual eram desenvolvidas as mais diferentes atividades, desde dobrar panos até crochê ou costura à máquina. Somente numa fase posterior, quando voltamos ao jogo da atividade, o grupo manteve o foco solicitado pelo jogo.

## Teatro de fantoches
O teatro de bonecos teve sua origem na Antiguidade.
Os homens começaram a modelar bonecos no barro, mas sem movimentos e aos poucos foram aprimorando esses bonecos, conseguindo mais tarde a articulação da cabeça e membros para fazer representações com eles.

### Os bonecos
Os bonecos utilizados pelos alunos na escola seguindo a orientação de um professor têm um papel importantíssimo na educação, pois eles podem ajudar a desenvolver vários aspectos educacionais principalmente aos que estão relacionados à comunicação e a expressão sensório-motora. O professor deve deixar a criança manipular os bonecos à vontade. Aos poucos, a criança irá sentir uma vontade de criar uma fala, um diálogo para aquele boneco, aliando o movimento dele com a palavra.

## Teatro de máscaras
O homem usa máscaras desde a Pré-História nos rituais religiosos. Na África, elas são esculpidas em madeira e pintadas. Já os índios americanos fazem-nas de couro pintado e adornos de penas. Na Oceania, são feitas de conchas e madeira e com madrepérolas incrustadas.
Existe um tipo muito antigo de máscara que é aquela desenhada no próprio rosto com tintas especiais, maquiagens e pinturas. Este tipo é muito utilizado pelos índios e pelos africanos nos seus rituais religiosos, de guerra, festas, etc.
Para a confecção, pode-se usar sacos de papel, cartolinas, tecidos, tintas, pratos de papelão, jornal, material de sucata, etc.
Esta atividade não é difícil de ser executada e será prazerosa para as crianças, pois elas poderão representar uma história com um material que elas mesmo elaboraram, pois estarão criando e recriando à sua própria dialética.
O teatro de máscaras promove a recreação, o jogo, a socialização, melhoria na fala da criança, desinibição dos alunos mais tímidos. Quando o trabalho em aula exigir o uso da palavra, a máscara que deve ser utilizada é aquela que cobre os olhos e o nariz deixando a boca livre, permitindo que a voz saia clara, exibindo a sua expressão verbal.
As crianças, representando com o rosto oculto, se permitem viver o enredo dos próprios personagens e o cotidiano social a que pertence.

## Grupos de teatro
É sempre de estimular que em todas as escolas, juntas de freguesia, comunidades locais, etc. se formem grupos de teatro constituídos por crianças e jovens.
Através do teatro as crianças podem estar, quase sem se aperceberem, a focar e imediatamente a solucionar, problemas locais, p.ex., tais como a discriminação racial, o ambiente, as tradições locais, o mau rendimento escolar, etc.
As crianças/jovens podem-se juntar em grupos e partir delas o tema a abordar, e daí desenvolverem o seu próprio texto.
Os grupos de teatro podem absolutamente colaborar na integração de crianças e adolescentes com deficiências de todo tipo, permitindo uma melhoria substancial da sua autoestima e das próprias doenças que sofrem.
É de imensa importância que as crianças que constituem os grupos de teatro não fiquem com a percepção de que a vida de artista é bastante simplista e de diversão, pelo que as remunerações financeiras são de evitar (podem ser dadas ofertas culturais como bilhetes para outros espectáculos, livros, etc.). Deve-se sim, estimular o gosto da representação criando um futuro público de teatro.